# Faust Nicolescu
Faust Nicolescu (grafiat și Faust Niculescu) (n. 1880, Ocnele Mari - d. 1951, București) a fost un compozitor, teoretician la muzicii și profesor român.
A studiat între 1897 și 1904 la Conservatorul din București teorie muzicală, muzica corală și muzica liturgică cu Gheorghe Brătianu și Dumitru Georgescu-Kiriac, iar cu Eduard Wachmann a studiat armonia.
Faust Nicolescu a plecat apoi în Franța, la Lille, pentru a se perfecționa la filiala de acolo a Conservatorului din Paris.
Întors în România în 1906, primește medalia jubiliară Carol I. În același an, începe să predea muzica vocală la liceul din Râmnicu Sărat, apoi muzica instrumentală la Liceul Militar din Craiova.
În 1909 se stabilește definitiv la București, unde se angajează la Conservator, pentru început secretar, profesor suplinitor, apoi profesor titular pentru muzică corală și teorie muzicală (1926-1946), director adjunct (1929-1940) apoi director delegat (1940).
Între elevii săi se numără Pascal Bentoiu, Constantin Silvestri, Dan Mizrahy, Ion Dumitrescu, Temistocle Popa.
Vila 21 din centrul stațiunii Băile Olănești, o clădire cu 16 camere, proprietatea lui Faust Nicolescu, a fost confiscată abuziv și, în anul 1945, a fost pusă la dispoziția comandamentului sovietic. În anul 1948, casa a fost naționalizată și trecută în proprietatea statului.
A fost căsătorit cu Constance Job (1884-1946) cu care a avut o fiică, Roseblanche Nicolescu (1911-1989).

## Compoziții
- Grande valse de concert pentru pian
- O tot aștept pentru voce și pian